# Berlekrumyia africanella
Berlekrumyia africanella är en insektsart som beskrevs av U. Aspöck och H. Aspöck 1988. Berlekrumyia africanella ingår i släktet Berlekrumyia och familjen Berothidae. Inga underarter finns listade i Catalogue of Life.